# Fejérkő vára (Horvátország)
Fejérkő vára (horvátul: Utvrda Bijeja Stijena), vár Horvátországban, az Okucsány melletti Bijela Stijena határában.

## Fekvése
A vár romjai falutól északkeletre fekvő horvát temető feletti kúp alakú hegyen találhatók.

## Története
Ezt a birtokot 1210-ben II. András a templomos lovagrendnek adományozta. Lehetséges, hogy a templomosok építették fel ezt a várat, melynek közelében apátság is lehetett, mivel az egyházi iratokban máig is használatos Bela Stena-i Szűz Mária apátság elnevezés. 
A vár 1369-ben a Szvetácsi nemzetség birtoka volt, majd egy időre a Kastellánovich családé lett, akik emiatt perben is álltak a Szvetácsiakkal. 1453-ban Fejérkő várát Hunyadi János kapta meg. Mátyás király a cseh és a német királyok elleni harcokban szerzett érdemeiért Brankovics Vuk szerb despotának adományozta. Az ő halála után özvegyének Frangepán Borbálának kezével annak második férje Beriszló Ferenc szerezte meg. Ezután Beriszló Péter, majd a Keglevichek és a Bánffyak voltak a birtokosai. Murát bég és Ulama pasa serege 1543-ban, szinte ellenállás nélkül foglalta el Fejérkőt és jelentős, mintegy 170 fős török őrséget hagyott benne. A török defterekből kiderül, hogy ebben az időben több környékbeli falu is muzulmán lakossággal bírt. 1600-ban egy rövid időre, Lapszanovics Imre és Máté szlavón serege visszafoglalta. 1685-ben került végleg horvát kézre, amikor a hagyomány szerint egy hős horvát harcos Franjo Ilinić a várba belopózva levágta a török bég fejét és kitűzte a vár fokára. Erre a török őrség még a közeli ostrom előtt Boszniába szökött. A vár sorsát 1688-ban Caprara császári tábornagy döntése pecsételte meg, mely csekély védhetőségére hivatkozva lerombolását rendelte el. Az 1700-as kamarai összeírásban már romként említik.

## A vár mai állapota
Fejérkő várának romjai a falutól északkeletre fekvő horvát temető feletti kúp alakú hegyen találhatók. A hegy tetején egy 45 méter hosszú és 25 méter széles téglalap alakú platón találhatók a falmaradványok, melyek helyenként embermagasságban, de többnyire csak fél méteres magasságban állnak. A várba a déli oldalon álló öregtornyon és az előtte lévő felvonóhídon keresztül lehetett bemenni. Az öregtoronnyal szembeni oldalon még két félhengeres torony csatlakozott a védőfalakhoz. A védőfalakon belül mindenhol süppedések és kitüremkedések láthatók, melyek feltehetően a belső épületek alapfalait jelzik.